# ابن خاتمة
أبو جعفر أحمد بن علي ابن محمد بن خاتمة الأنصاري المريني (بالإسبانية: Ibn Jatima)‏ ولد بمدينة المرية عام (734 هـ- 1333 م) الواقعة جنوب شرق الأندلس، وبها حفظ القرآن الكريم، وقرأ علوم العربية والدين على أساتذة العصر المشهورين ببلده، وتردد منذ صباه على بعض المدن الأندلسية ولا سيما غرناطة العاصمة، وأخذ عن دد من العلماء هناك، توفي في 9 شعبان عام (770 هـ-1369 م)، حيث دفن بمسقط رأسه المرية. وقد درس ببلده أولاً ثم
بالمدرسة اليوسفية التي أنشأها السلطان يوسف الأول ابن الأحمر في العاصمة (733 ـ 755 هـ/ 1333 ـ1354 م)

## مؤلفاته
من تأليفه الطبية: (تحصيل غرض القاصد في تفصيل المرض الوافد) وضعه سنة 747 هجرية، وقد ظهر في تلك السنة وباء في المرية انتشر في كثير من البلدان سماه الإفرنج الطاعون الأسود.

## بين ابن الخطيب وابن خاتمة
الوزير لسان الدين ابن الخطيب (713 ـ 776 هـ) حينما عقد النية على مغادرة الأندلس، التمس إلى سلطانه الغني بالله محمد الخامس ان يسمح له بالسفر إلى المغرب، ثم إلى الحج ان تيسر له، بعد أن ضاق ذرعا بأحوال المملكة يومئذ، بسبب سعاية الوشاة من حساده ومنافسه، فأثار عزمه هذا جزع الكثيرين من أصدقائه الخواص، وفي مقدمة هؤلاء الكاتب الكبير ابن خاتمة الأنصاري، فكتب إلى ابن الخطيب من المرية رسالة مؤثرة، يحاول فيها أن يثنه عن عزمه، وان يقنعه بضرورة البقاء في وطنه، وفيها يقول مخاطبا إياه:
«... وإلى هذا يا سيدي، ومحل تعظيمي وإجلالي، أمتع الله الوجود بطول بقائكم، وضاعف في العز درجات ارتقائكم، فانه من الأمر الذي لم يغب عن رأي المقول، ولا اختلف فيه أرباب المحسوس والمعقول، إنكم بهذه الجزيرة شمس أفقها، وتاج مفرقها، وواسطة سلكها، وطراز ملكها، وقلادة نحرها، وفريدة دهرها، وعقد جيدها المنصوص، وكمال زينتها على المعلوم والمخصوص. ثم انتم مدار أفلاكها، وسر سياسة أملاكها، وترجمان بيانها، ولسان إحسانها، وطبيب مارستانها، والذي عليه عقد إدارتها، وبه قوام إمارتها. فلديه يحل المشكل، واليه يلجأ في الأمر المعضل، فلا غرو أن تتقيد بكم الأسماع والأبصار، وتحدق بكم الأذهان والأفكار» ))، وكان ابن خاتمة قد لاحظ حقا رغبة ابن الخطيب في أن يلقي عصا التسيار بالمغرب، وأنه سيستقر فيه نهائيا حتى ولو ذهب إلى الحرمين ثم أدى الفريضة، لذلك علق ابن خاتمة على رغبة ابن الخطيب في رسالته المشار إليها بقوله: 
«ومتى توازن الأندلس والمغرب، أو يعوض عنها الا بمكة أو يترب. ما تحت أديمها أشلاء أولياء وعباد، وما فوقه مرابط جهاد، ومعاقد ألوية في سبيل الله ومضارب أوتاد. ثم يبوأ ولده مبوأ أجداده، ويجمع له بين طرافه وتلاده. أعيد أنظاركم المسددة من رأى فائل، ومعنى طويل لم يحل منه بطائل. فحسبكم من هذا الإياب السعيد، والعود الحميد». ثم يقول:
«والله قد عوض الدنيا بمحبته، فإذا راجعها مثلي من بعد الفراق، وقد رقى لدغتها الف راق، وجمعتني بها الحجرة، ما الذي تكون الأجرة... إني إلى الله تعالى مهاجر، وللعرض الأدنى هاجر، ولأظعان السرى زاجر».
ثم يختتم رسالته بقوله: «.. لكني للحرمين جنحت، وفي جو الشوق إليها سرحت، فقد أفضت إلى طريق قصدي محجته، ونصرتني ـ والمنة لله ـ حجته. وقصد سيدي أسنى قصد، توخاه الشكر والحمد... والآمال ـ والحمد لله ـ بعد تمتار، والله يخلق ما يشاء ويختار. ودعاؤه بظهر الغيب مدد، وعدة وعدد، وبره حالي الظعن والإقامة معتمل معتمد، ومجال المعرفة ـ بفضله ـ لا يحصره أحد. والسلام» )).
ويرجع تاريخ هذه الرسالة (الجواب) إلى ثاني عشر شعبان سنة 770 هـ

## ابن خاتمة والوباء الكبير
لقد حل بالأندلس على عصر ابن خاتمة الطاعون الجارف الذي اجتاح المشرق والمغرب على السواء، وتفشى في منطقة البحر الأبيض المتوسط عام 749 ـ 750 هـ (1347 ـ 1348 م) وسقطت جمهرة عظيمة من أهل الاندلس بسببه، في مقدمتهم مشاهير من رجالات السياسة والعلم والأدب، من أمثال الرئيس أبي الحسن علي بن الجياب، والقاضي أحمد بن محمد ابن برطال، الذي توفى في مالقة ليلة الجمعة 5 صفر عام 750 هـ، وخرجت جنازته في اليوم التالي في ركب من الأموات يناهز الالف وينيف بمائتين. واستمر ذلك الوباء مدة.
وقد تحدث عن هذا الوباء ـ ضمن من تحدثوا ـ ابن خاتمة الأنصاري، حيث وصف عصف الطاعون بثغر المرية، وذلك في رسالة أسماها  تحصيل غرض القاصد، في تفصيل المرض الوافد ، وهي مخطوطة بمكتبة الإسكوريال، وتوجد ضمن مجموعة خطية تحت رقم 1785 من فهرست الغزيري.

## اقوال عنه
- لسان الدين ابن الخطيب: "صدر يشار إليه، متفنن مشارك، قوي الإدراك، سديد النظر، قوي الذهن، جيد القريحة.[5]
- إسماعيل ابن الأحمر:«فارس الكتيبة الشعرية، وعالم القلة الأشعرية. ورب المدح المبرأ من القدح، وزند الإدراك لما ورى القدح. والمرسل لنحو العى من الإفصاح بالسرية، المتكلم في فنون العموم بتحقيق النفس السرية. وبه افتخرت المرية؛ إذ ذاته ـ بحسن الثناء ـ هي الحرية. وكتب عن أهل بلده للسلطان، فبرز في الكتب بتلك الأوطان».[6]

## نماذج من شعره
قال في الحكم:
ومن قوله العذب في الغزل:
ومنهـــا:
ولابن خاتمة ديوان شعر.

## شروح
1. ↑  الطلى: العناق.
2. ↑  الصعاد، ج : صعدة وهي الرمح.